# Spirostreptus cristulatus
Spirostreptus cristulatus är en mångfotingart som beskrevs av Porath 1872. Spirostreptus cristulatus ingår i släktet Spirostreptus och familjen Spirostreptidae. Inga underarter finns listade i Catalogue of Life.